# Pina de Montalgrao
Pina de Montalgrao è un comune spagnolo di 157 abitanti situato nella comunità autonoma Valenciana.